# Ectatomma tuberculatum

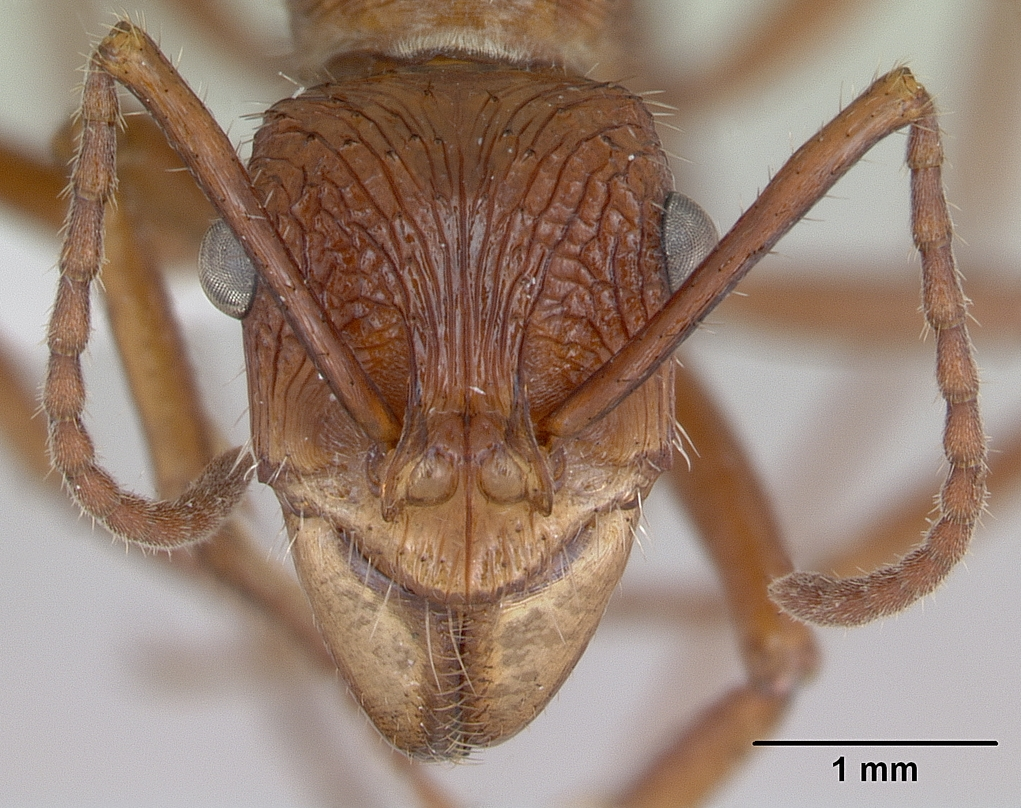
Голова рабочего спереди

Ectatomma tuberculatum (лат.) — вид мелких муравьёв из подсемейства Ectatomminae (Formicidae). Широко распространён в Северной и Южной Америке. Рассматривается в качестве агента биологического контроля вредителей хлопчатника, кофе, какао и кукурузы в Гватемале, Панаме, Никарагуа и Мексике. Размер генома составляет 0,71 пг и является одним из крупнейших для муравьёв. В муравейниках обнаружены муравьи вида Ectatomma parasiticum, который является социальным паразитом вида Ectatomma tuberculatum.

## Распространение
Встречается в Центральной и Южной Америке (от Мексики до Аргентины).

## Описание

### Строение
Муравья среднего размера (длина тела — менее 1 см). Окраска тела от желтовато-коричневого до красновато-бурого. Длина груди самок составляет около 5 мм; индекс скапуса — менее 99; проподеальные шипики редуцированы до мелких зубцов. Клипеус — сильно выпуклый спереди. Усики рабочих и самок 12-члениковые, а у самцов состоят из 13 сегментов (булава отсутствует). В нижнечелюстных и нижнегубных щупиках рабочих — по два членика (формула щупиков 2,2, у самцов 5,3). Мандибулы рабочих с множеством зубцов. Глаза хорошо развиты. У рабочих особей сперматеки нет, а овариол — от 1 до 4. Длина скапуса составляет около 2,5 мм; ширина головы — 2,6—2,8 мм. Стебелёк между грудкой и брюшком состоит из одного сегмента (петиоль). Развита явная перетяжка между 3-м и 4-м абдоминальным сегментами (аналог постпетиоля мирмицин). Самцы крылатые. Жилкование крыльев полное, имеются жилки субкостальная, субрадиальная, медиальная, кубитальная, анальная и другие. У самок и рабочих жало хорошо развито. Всё тело покрыто мелкими и грубыми бороздками и морщинками.
Морфо-физиологические изменения в покровах тела наблюдаются у самок после спаривания. Оплодотворённые фертильные самки (матки) выделяют восковый слой, в отличие от неспаренных нефертильных самок. Такое восковое покрытие делает их матовыми, а сам слой имеет большее количество кутикулярных углеводородов по сравнению с неоплодотворёнными самками. В результате они перестают быть блестящими, как прочие рабочие и неоплодотворённые самки. Эпидермис у маток E. tuberculatum представляет собой железистый эпителий, состоящий из экзокринных желёз. Эпидермис всех фертильных маток E. tuberculatum отличается от эпидермиса типичных блестящих неоплодотворённых самок и рабочих. Эпидермис фертильных маток имеет характерный толстый покров, образованный одним слоем кубических клеток (около 15 мкм). У типичных неоплодотворённых самок и рабочих эпидермис представлен тонким слоем сплюснутых клеток (около 5 мкм). Толстый слой, наблюдаемый в эпидермисе маток, был обнаружен во всех наружных покровах их тела, то есть на голове, груди и на всех брюшных тергитах и стернитах. У неспаренных, но высокофертильных самок эпидермис имеет промежуточное строение по сравнению с фертильными матками и типичными блестящими самками, его толщина составляет около 8 мкм. У всех представителей женского пола, кроме фертильных маток, эпидермис всегда был тонким, характеризующимся сплюснутыми клетками, независимо от анализируемой области тела. Тот же сплюснутый эпидермис характерен для самок E. brunneum и E. vizottoi независимо от их спаривания или состояния яичников.

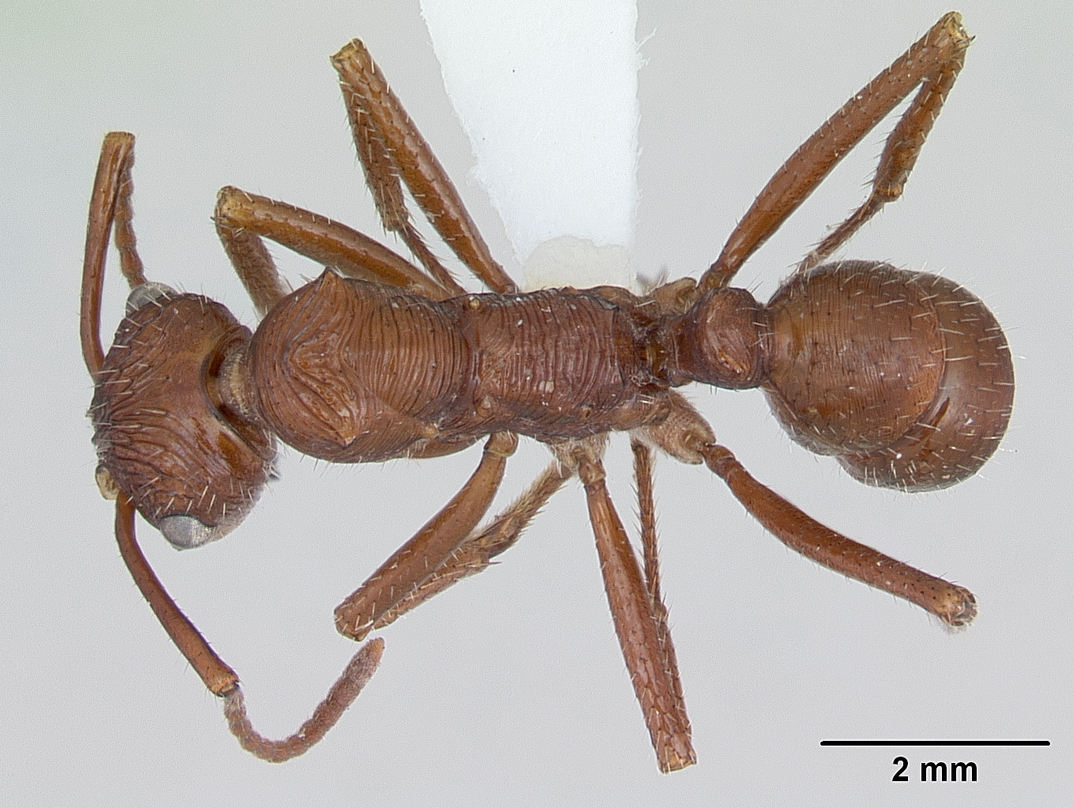
Рабочий сверху
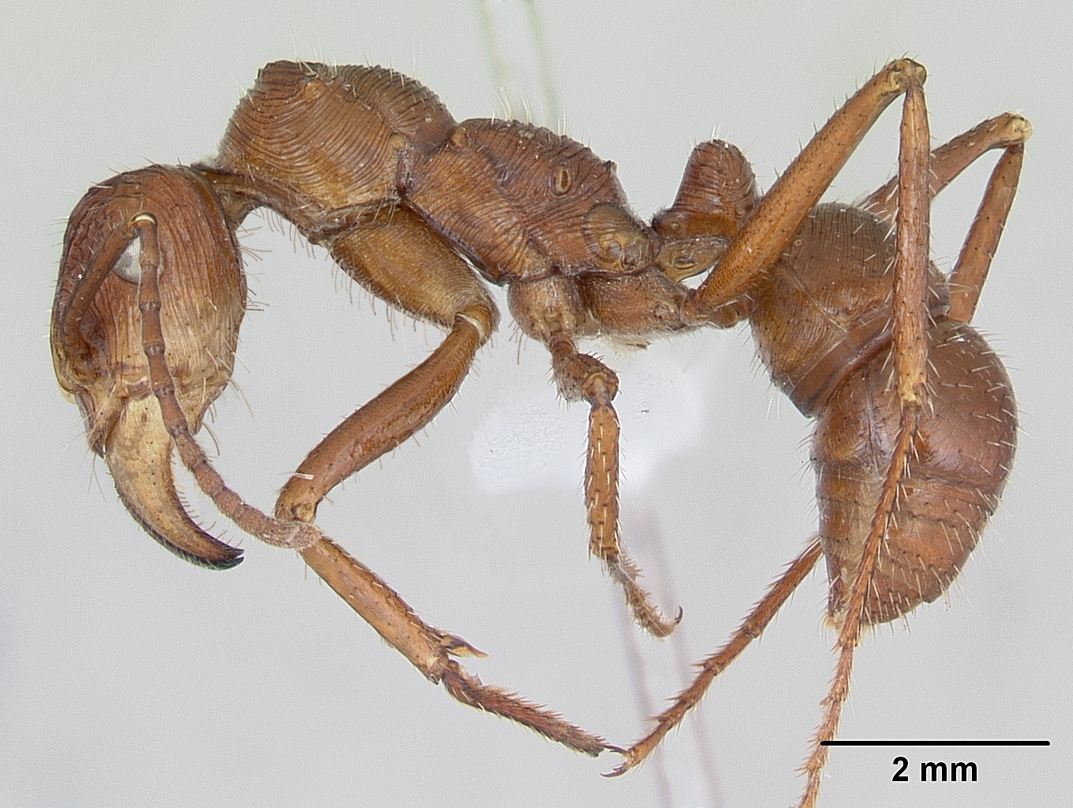
Рабочий сбоку
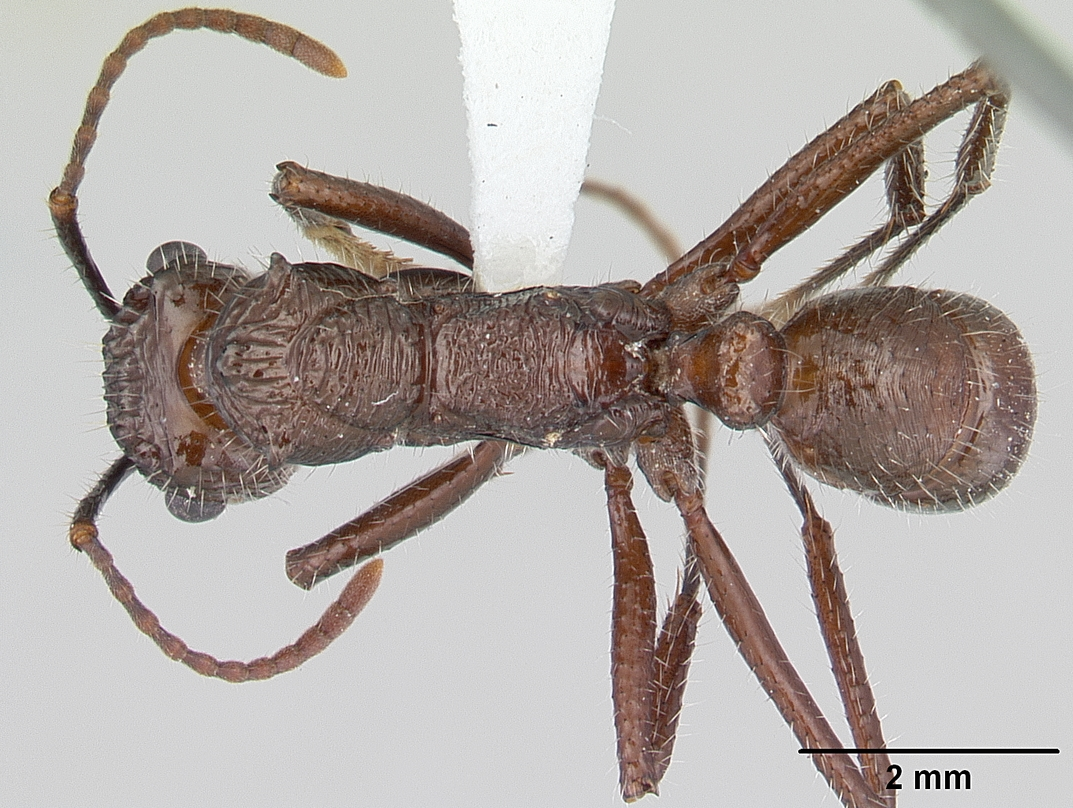
Вид сверху
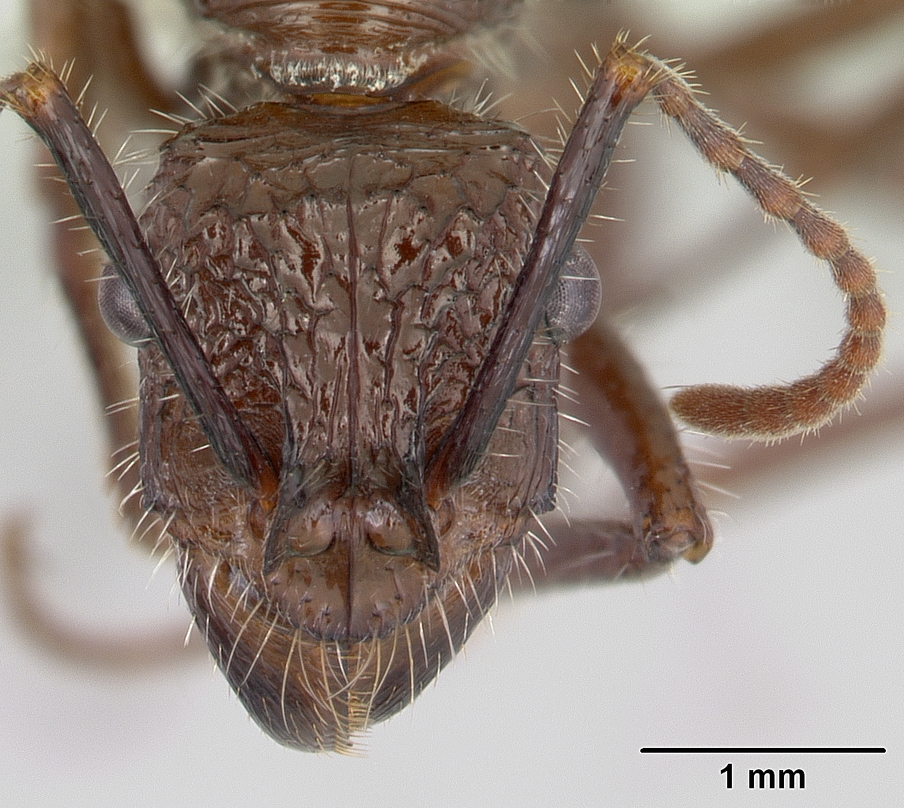
Голова спереди

### Биология
Муравьи этого вида строят почвенные гнёзда в саваннах и влажных тропических лесах. Семьи малочисленные, состоят из нескольких сотен муравьёв. Охотятся на мелких беспозвоночных, собирают внецветковый нектар и падь тлей. Гнёзда располагаются в земле у основания деревьев. В Панаме известна совместная ассоциация с муравьями вида Crematogaster limata.
На муравьях E. tuberculatum паразитируют социальные паразиты вида Ectatomma parasiticum, единственные с таким поведением в подсемействе Ectatomminae.
Первоначально Ectatomma parasiticum рассматривался в качестве микрогинной формы указанного вида-хозяина (E. tuberculatum). Их самки-микрогины в два раза легче по весу и на 20 % короче, чем самки вида-хозяина E. tuberculatum (макрогины).
Встречаются моногинные и факультативно полигинные семьи. В более чем в половине муравейников встречается по несколько самок: от 2 до 26 (в среднем 2 или 3).
При этом уровень генетического родства в семьях значительно выше нуля, что свидетельствует о полигинной структуре муравьиных колоний.
Полигинии способствует приём чужих самок в семью, которые в основном успешно приживаются в новых семьях. При этом уровни кутикулярных углеводородных профилей приёмных и своих самок не изменяется после адоптации.
Уровень внутривидовой агрессивности муравьёв значительно ниже в близко расположенных гнёздах E. tuberculatum. Однако, степень такой агрессивности коррелирует с географическим расстоянием гнёзд друг от друга. Полидомия подтверждается отсутствием агрессивности между рабочими из гнёзд, расположенных на расстоянии до 3 м друг от друга. В то время, как агрессивность муравьёв друг к другу значительно возрастает между гнёздами расположенными на расстоянии от 10 до 1300 м.
В мексиканских популяциях обнаружено, что полигиния повышает устойчивость колоний к заражению паразитическими наездниками Eucharitidae и нематодами Mermithidae.
Среди паразитов также обнаружены наездники Dilocantha lachaudii, Isomerala coronata и Kapala sp. (Eucharitidae).
Активные хищники Ectatomma tuberculatum (вместе с другим широко распространённым видом своего рода Ectatomma ruidum) рассматриваются в качестве важного агента биологического контроля вредителей хлопчатника, кофе, какао и кукурузы в Гватемале, Панаме, Никарагуа и Мексике.
Муравьи охраняют мирмекофильную гусеницу бабочки-голубянки Terenthina terentia (Lycaenidae), получая сладкие секреты, выделяемые ею через специальный дорсальный нектарный орган.

## Генетика
Диплоидный набор хромосом 2n = 36. Формула кариотипа 6A+30M (2n = 36).
Геном вида Ectatomma tuberculatum составляет 0,71 пг и является одним из крупнейших из обнаруженных у муравьёв.

## Классификация и этимология
Вид был впервые описан в 1792 году французским натуралистом и энтомологом Гийомом Антуаном Оливье по рабочим и самкам под первоначальным названием Formica tuberculata Olivier, 1792.
В 1858 году британский энтомолог Фредерик Смит впервые описал самцов E. tuberculatum, а сам вид был выделен в отдельный род Ectatomma (в настоящее время E. tuberculatum является типовым видом рода).
Латинское слово tuberculatum, использованное в качестве видового названия, переводится как «бугорчатый».